# Ralídeos
Ralídeos (Rallidae) é uma família de aves Gruiformes que inclui as saracuras, sanãs, galinhas-d'água, pintos-d'água, frangos-d'água e carquejas. O grupo habita regiões pantanosas, margens de rios ou lagos em zonas de vegetação densa.
Várias espécies tem distribuição ampla, sendo que muitos apresentam registros fragmentados - reflexo de seus comportamentos crípticos.
Há espécies migratórias como Gallinula, Porphyrio martinica e as Fulica. Porphyrio martinica é a única espécie que sabidamente realiza migrações transatlânticas "regularmente". Aparentemente tais voos são involuntários, sendo as aves carregadas pelos ventos sobre o Atlântico meridional. Outro caso de migração transatlântica refere-se à espécie Gallinula angulata. Essa espécie foi registrada pela primeira vez no Novo Mundo no dia 10 de janeiro de 2005 no Arquipélago de São Pedro e São Paulo, Rio Grande do Norte. Muito provavelmente tal evento é acidental, tendo sido a ave carregada por ventos e correntes marinhas até o continente americano (Bencke et al., 2005).

## Morfologia
Os ralídeos têm em geral pés longos terminando em dedos muito compridos que facilitam a locomoção em terrenos semi-submersos ou sobre vegetação flutuante. Algumas espécies, gênero Fulica, possuem lobos natatórios laterais em adaptação ao nado.
As asas são curtas e arredondadas; estas aves deslocam-se sobretudo em terra, mas muitas possuem excelente capacidade para nadar. Apesar disso, voam bem, mas tendem a não fazê-lo. Em geral deixam os pés pendentes ao voar (curtas distâncias). Muitas espécies endêmicas de ilhas perderam a capacidade de voar.
São bem camuflados em decorrência dos padrões de cor de suas plumagens. Por outro lado apresentam bicos e pés vivamente coloridos. Os bicos de muitas espécies é esverdeado e os pés frequentemente avermelhados. Tais cores são perdidas ou apagadas nos períodos de descanso reprodutivo.
Em alguns ralídeos ocorre a muda "em bloco" das rêmiges; perdem todas as penas das asas simultaneamente, incapacitando seu vôo.

## Hábitos
São aves de índole inquieta, refletido no quase constante movimento de suas caudas, que é levantada verticalmente.
Muitas espécies apresentam hábitos crepusculares, passando o dia escondidas na vegetação. Tais espécies saem, em geral, à tarde, para se alimentar.
São tímidos e reclusos, traindo-se apenas pela voz.

## Alimentação
São onívoros, alimentando-se tanto de recursos vegetais (capim e brotos) quanto animais (insetos, crustáceos e mesmo pequenos vertebrados).
Espécies grandes pilham ovos de outras aves (Aramides). As carquejas (Fulica) coletam plantas no fundo de corpos d'água rasos.

## Reprodução
Pouco se sabe sobre as cerimônias pré-nupciais da grande maioria das espécies de Rallidae, sendo que os registros são em geral feitos com animais em cativeiro.
Consta que Laterallus constrói ninhos grandes e resistentes, confeccionados de folhas e capim e em parte cobertos; uma pequena abertura lateral. Ocasionalmente afastados da água.
Ovos de cores bem variadas (amarelo, rosado ou branco) podendo ou não ser manchados. O período de incubação é de aproximadamente 16 dias em Gallinula chloropus e Porphyrio martinica; e cerca de 23 dias para Laterallus leucopyrrhus.
Filhotes usualmente cobertos por plumas negras.
Na nova taxonomia de Sibley-Ahlquist o grupo é promovido ao estado de ordem com o nome de Ralliformes.

## Espécies
A lista está incompleta e foca as espécies brasileiras. A ordem e nomenclatura segue as orientações do CBRO.
- Pinto-d'água-carijó: Coturnicops notatus
- Pinto-d'água-ocelado: Micropygia schomburgkii
- Saracura-gritadeira: Rallus longirostris
- Frango-d'água-europeu: Rallus aquaticus

### Aramides
- Saracuraçu: Aramides ypecaha
- Saracura-do-mangue: Aramides mangle
- Saracura-três-potes: Aramides cajanea
- Saracura-de-asa-vermelha: Aramides calopterus
- Saracura-do-brejo: Aramides saracura

- Saracura-lisa: Amaurolimnas concolor
- Sanã-de-cabeça-castanha: Anurolimnas castaneiceps

### Laterallus
- Pinto-d'água: Laterallus viridis
- Sanã-zebrada: Laterallus fasciatus
- Sanã-parda: Laterallus melanophaius
- Sanã-do-capim: Laterallus exilis
- Açanã-preta: Laterallus jamaicensis
- Sanã-vermelha: Laterallus leucopyrrhus
- Sana-de-cara-ruiva: Laterallus xenopterus

### Porzana
- Sanã-amarela: Porzana flaviventer
- Sanã-cinza: Porzana spiloptera
- Sanã-carijó: Porzana albicollis
- Sanã-de-bico-vermelho: Neocrex erythrops

### Pardirallus
- Saracura-pintada: Pardirallus maculatus
- Saracura-preta: Pardirallus nigricus
- Saracura-do-banhado: Pardirallus sanguinolentus

### Gallinula
- Galinha-d'água-comum: Gallinula chloropus
- Frango-d'água-menor: Gallinula angulata
- Frango-d'água-carijó: Gallinula melanops

### Porphyrio
- Frango-d'água-azul: Porphyrio martinica
- Frango-d'água-pequeno: Porphyrio flavirostris
- Pukeko: Porphyrio melanotus

### Fulica
- Carqueja-de-bico-manchado: Fulica armillata
- Carqueja-de-escudo-roxo: Fulica rufifrons
- Carqueja-de-bico-amarelo: Fulica leucoptera